# Zale posterior
Zale posterior är en fjärilsart som beskrevs av Walker 1857. Zale posterior ingår i släktet Zale och familjen nattflyn. Inga underarter finns listade i Catalogue of Life.